# Baden (Achim)
Baden ist der größte Ortsteil der Stadt Achim im Landkreis Verden. Der bereits vor 1000 Jahren urkundlich erwähnte Ort liegt an der Weser auf halbem Wege zwischen Verden und Bremen.

## Geografie

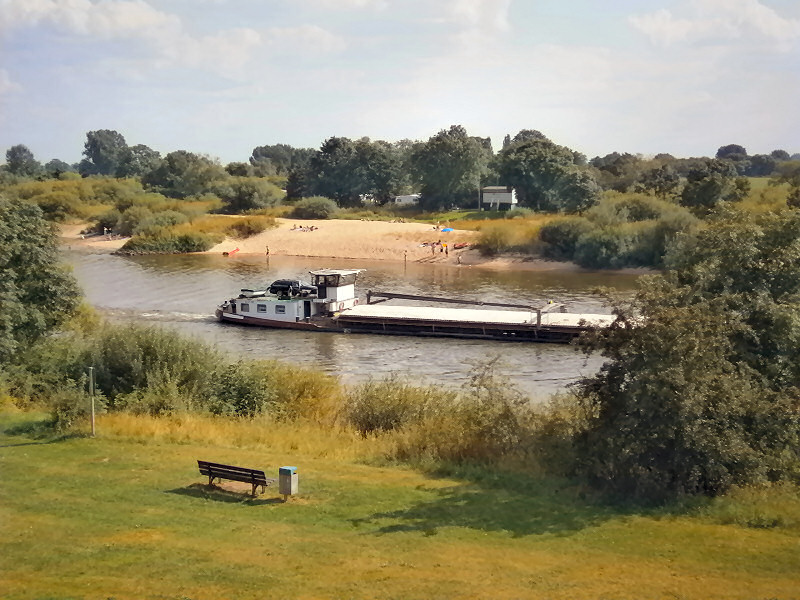
Blick vom Badener Berg auf die Weser

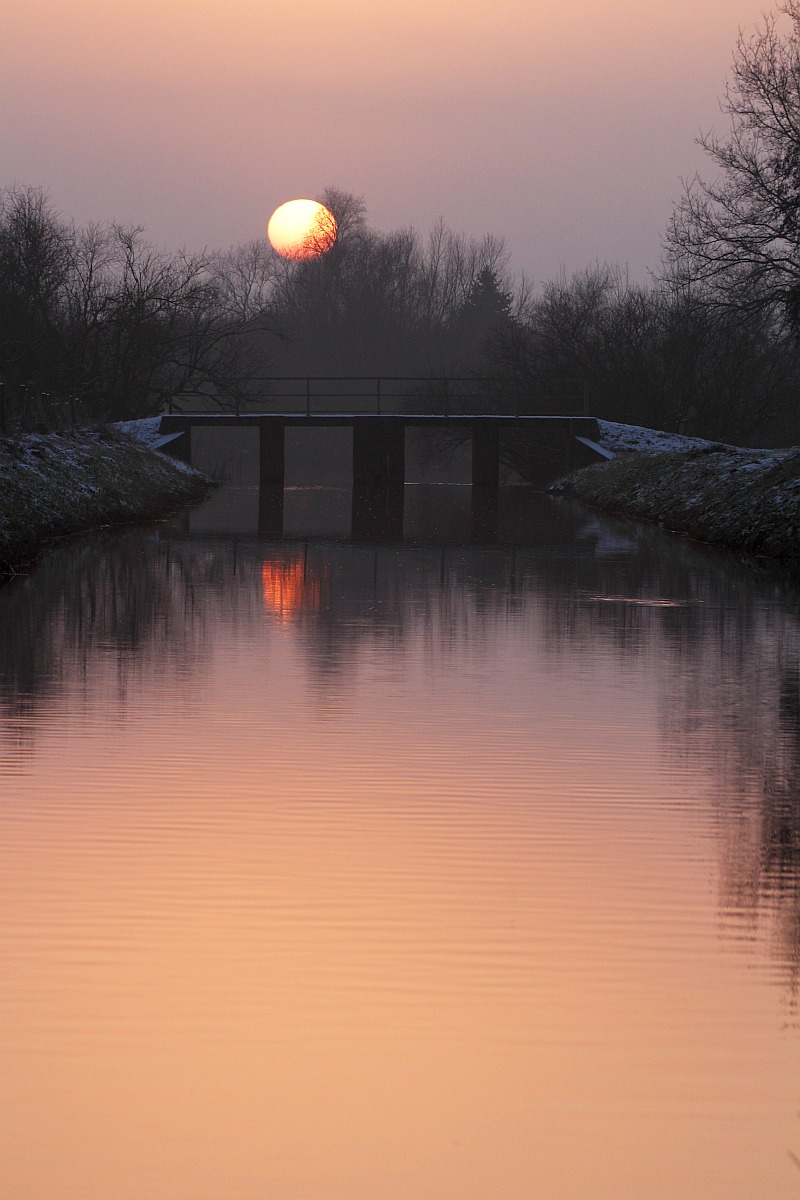
Mündung der Alten Aller in die Weser bei Baden

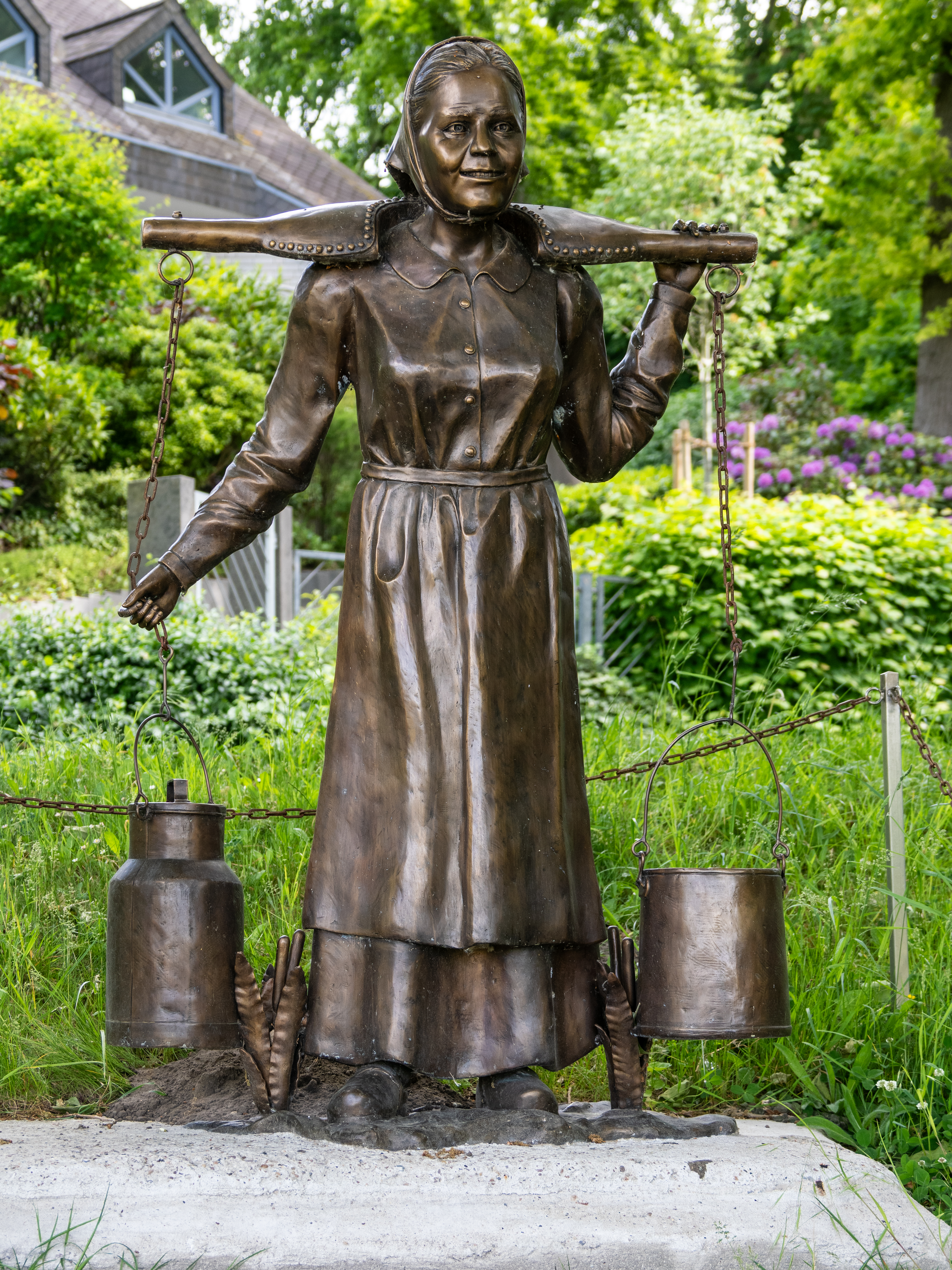
"Die Melkerin", Statue am Weserhang

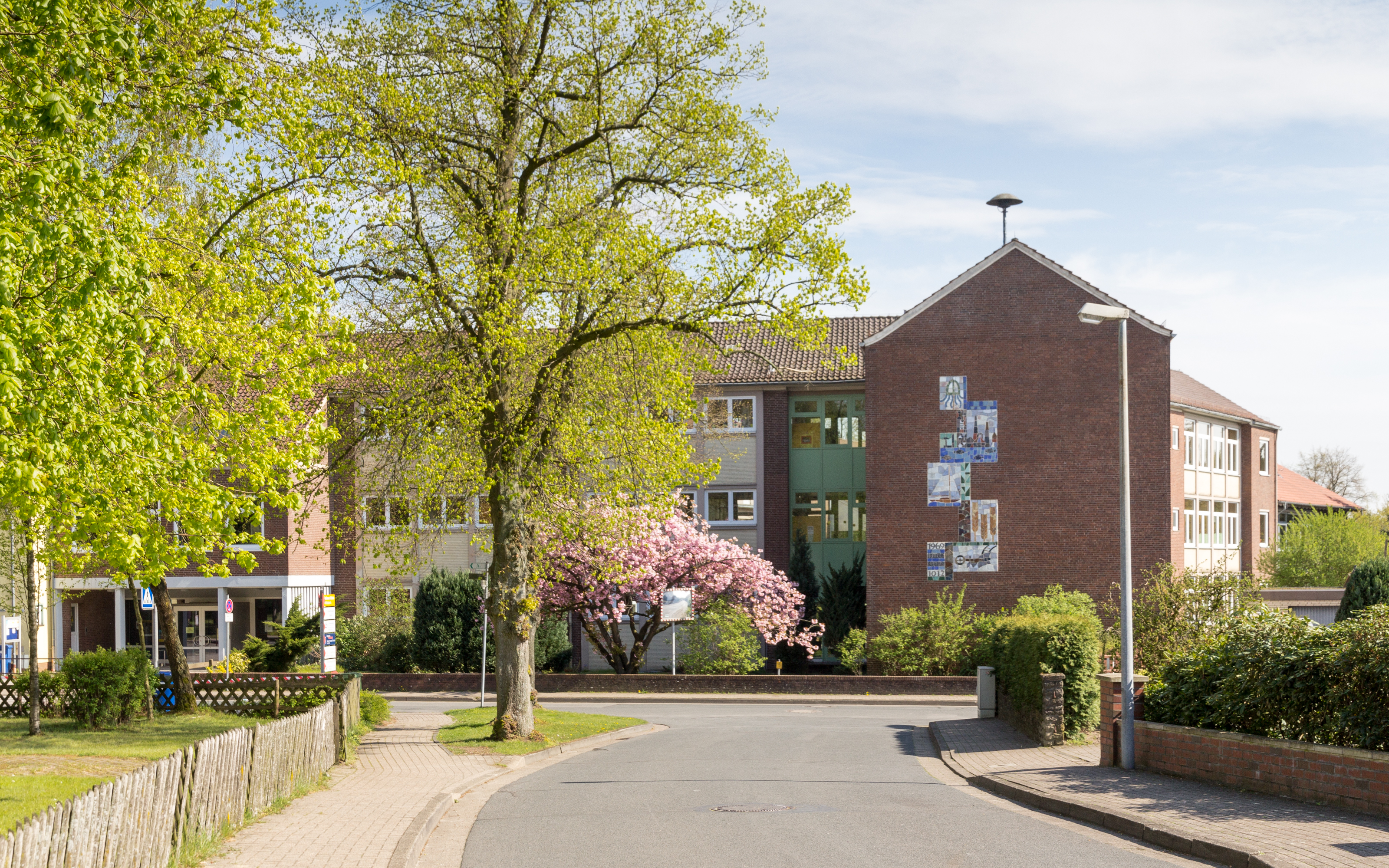
Grundschule Baden (ehemals Volksschule Baden)

Baden liegt an der Weser, auf einem Geestrücken am Aller-Urstromtal, in der Nähe der Einmündung der Alten Aller und des Schleusenkanals. Um Baden befinden sich weitläufige Moor-, Wald- und Marschflächen. Der tiefste Punkt Badens befindet sich an der Weser (ca. 7 m NN). Der höchste offizielle Punkt Badens und damit Achims ist der Schraderberg im Stadtwald mit ca. 47 m NN. Eine ehemalige Mülldeponie im Nordosten Badens übertrifft dies mit ca. 52 m NN.

### Badener Berge
Die Badener Berge befinden sich in der Ortschaft Baden. Die Landschaft ist geprägt von der Wesermarsch im Westen, von Dünenerhebungen von bis zu 40 m und dem Badenermoor im Osten. Bis zum 19. Jahrhundert war das Gebiet nur spärlich besiedelt, und die Menschen lebten vom Kartoffelanbau, von der Schafzucht und den ausgelagerten Fabriken der Stadt Bremen. Heute ist der gesamte Badener Berg mit teils villenartigen Häusern bebaut. An einigen Stellen (so am Haus Hünenburg) ist jedoch noch ein freier Blick über das Wesertal möglich. Dabei reicht die Sicht je nach Wetterlage bis nach Verden im Südosten oder zur Wildeshauser Geest im Westen.

### Stadtwald (ehemals Öllager)
Das Badener Öllager war Teil einer Bunkeranlage aus dem Ersten Weltkrieg und diente als Umschlagplatz für Treibstoff. Ab 1917 wurden 14 unterirdische Behälter angelegt. Während der Weimarer Republik war das Öllager an Ölfirmen vermietet. Im Rahmen der Remilitarisierung Deutschlands vor dem Zweiten Weltkrieg wurde das Öllager auf ca. 36 Tanks erweitert. Aus dem Zweiten Weltkrieg unversehrt hervorgegangen, wurden die Tanks Ende 1945 von den englischen Besatzungstruppen gesprengt. Danach wurde das Gebiet als Standortübungsplatz der deutschen Bundeswehr weitergenutzt.
Ähnlich anderen Übungsplätzen entstand eine typische Sand-Heiden-Landschaft wie in der Lüneburger Heide. Es konnten in den Jahren 2003/2004 151 verschiedene Pflanzenarten im Öllager nachgewiesen werden.
Der Standortübungsplatz und die dazugehörige Steuben-Kaserne wurden zu Beginn des Jahres 2003 geschlossen. Bis 2012 erfolgte die Konversion des Kasernengeländes und des ehemaligen Öllagers zum Naturschutz- und Naherholungsgebiet Achimer Stadtwald und die Bebauung von Randgebieten zu Wohn- und Gewerbezwecken. Im Zuge der Umgestaltung verschwanden Teile der Bewaldung (ca. 10 Prozent).

## Geschichte
Ungeklärt ist die Bedeutung der Hünenburg für die Ortsgeschichte, da sie weder in der historischen Überlieferung erscheint noch bisher archäologisch untersucht wurde.
Baden wird erstmals in der Geschichte des Erzbistums Hamburg erwähnt, die vom Bremer Domschreiber Adam von Bremen verfasst wurde. Erzbischof Unwan habe – vermutlich zu Beginn seiner Amtszeit im Jahr 1013 – die Erträge des königlichen Hofes Botegun an die Bremer Geistlichkeit übertragen, als Dank für seine Einsetzung zum Erzbischof. 1168 erhielt Graf Gunzelin I. (Schwerin) u. a. Baden (Bodegen) als Lehen von Heinrich dem Löwen als Gegenleistung für den Auftrag, mit einem Heer gegen den Erzbischof von Bremen zu ziehen. Im 13. Jahrhundert war Baden zentraler Ort der Obödienz Baden des Bremer Domkapitels. Im 16. Jahrhundert bestand Baden aus den drei adeligen Gütern Holzbaden, Wasserbaden und Ruschbaden.
Baden war jahrhundertelang ein bäuerlich geprägtes Dorf: 1885 lebten hier 897 Einwohner (170 Familien) in 152 Wohngebäuden. Das änderte sich im 19. Jahrhundert. 1820 wurde die durch den Ort führende Landstraße Bremen–Verden gepflastert und in den 1830er Jahren der rechte Weserhang abgetragen und terrassiert. 1894 wurde eine Molkerei eingerichtet, 1899 entstand ein Eisenbahn-Haltepunkt, 1902 wurde eine Postagentur eröffnet, und 1914 erhielt Baden elektrischen Strom. Zu dieser Zeit war Baden bzw. die Badener Berge ein beliebtes Ausflugsziel vor allem für Bremer Bürger.
Am 1. Juli 1972 wurde Baden in die Stadt Achim eingegliedert.

## Einwohnerentwicklung
Die Bevölkerung von Baden entwickelte sich wie folgt:
| Jahr    | Einwohner |
| ------- | --------- |
| 1602    | 85        |
| 1757    | 252       |
| 1780    | 285       |
| 1801    | 517       |
| 1810/13 | 659       |
| 1821    | 652       |
| 1845    | 842       |
| 1875    | 803       |
| 1900    | 919       |
| 1910    | 1.198     |
| 1930    | 1.560     |
| 1939    | 2.004     |

| Jahr | Einwohner |
| ---- | --------- |
| 1948 | 2.986     |
| 1960 | 3.485     |
| 1970 | 4.218     |
| 2012 | 6.616     |
| 2013 | 6.706     |

## Wappen

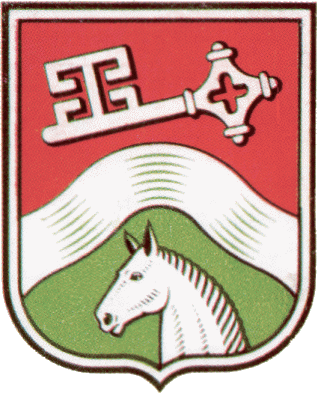
Wappen der ehemaligen Gemeinde Baden

Die Gemeinde Baden erhielt 1961 ein vom Bremer Graphiker Adolf Höfer gestaltetes Wappen. Es zeigt in von silbernem Flussknie geteiltem Schild oben in Rot einen quer liegenden aufwärts gekehrten silbernen Schlüssel mit viereckigem Vierpass-Schließblatt, unten in Grün einen aus dem Schildrand wachsenden silbernen Pferdekopf. Seit 1972 ist Baden ein Ortsteil der Stadt Achim.

## Wirtschaft und Infrastruktur
Baden feierte im Jahr 2013 sein 1000-jähriges Bestehen.

### Verkehr
Der Ort liegt direkt an der Bahnstrecke Wunstorf–Bremen. Der Bahnhof Baden (Kreis Verden) ist seit Mitte Dezember 2011 in das Netz der Regio-S-Bahn Bremen/Niedersachsen eingebunden.
| Linie | Verlauf | Takt                                    |
| ----- | --- | --------------------------------------- |
| RS 1  | Bremen-Farge – Bremen Turnerstraße – Bremen Kreinsloger – Bremen Mühlenstraße – Bremen-Blumenthal – Bremen Klinikum Nord/Beckedorf – Bremen-Aumund – Bremen-Vegesack – Bremen-Schönebeck – Bremen-St. Magnus – Bremen-Lesum – Bremen-Burg – Bremen-Oslebshausen – Bremen-Walle – Bremen Hbf – Bremen-Sebaldsbrück – Bremen-Mahndorf – Achim – Baden (Kr Verden) – Etelsen – Langwedel – Verden (Aller) Stand: Fahrplanwechsel Dezember 2023 | 30 min (wochentags) 60 min (Wochenende) |

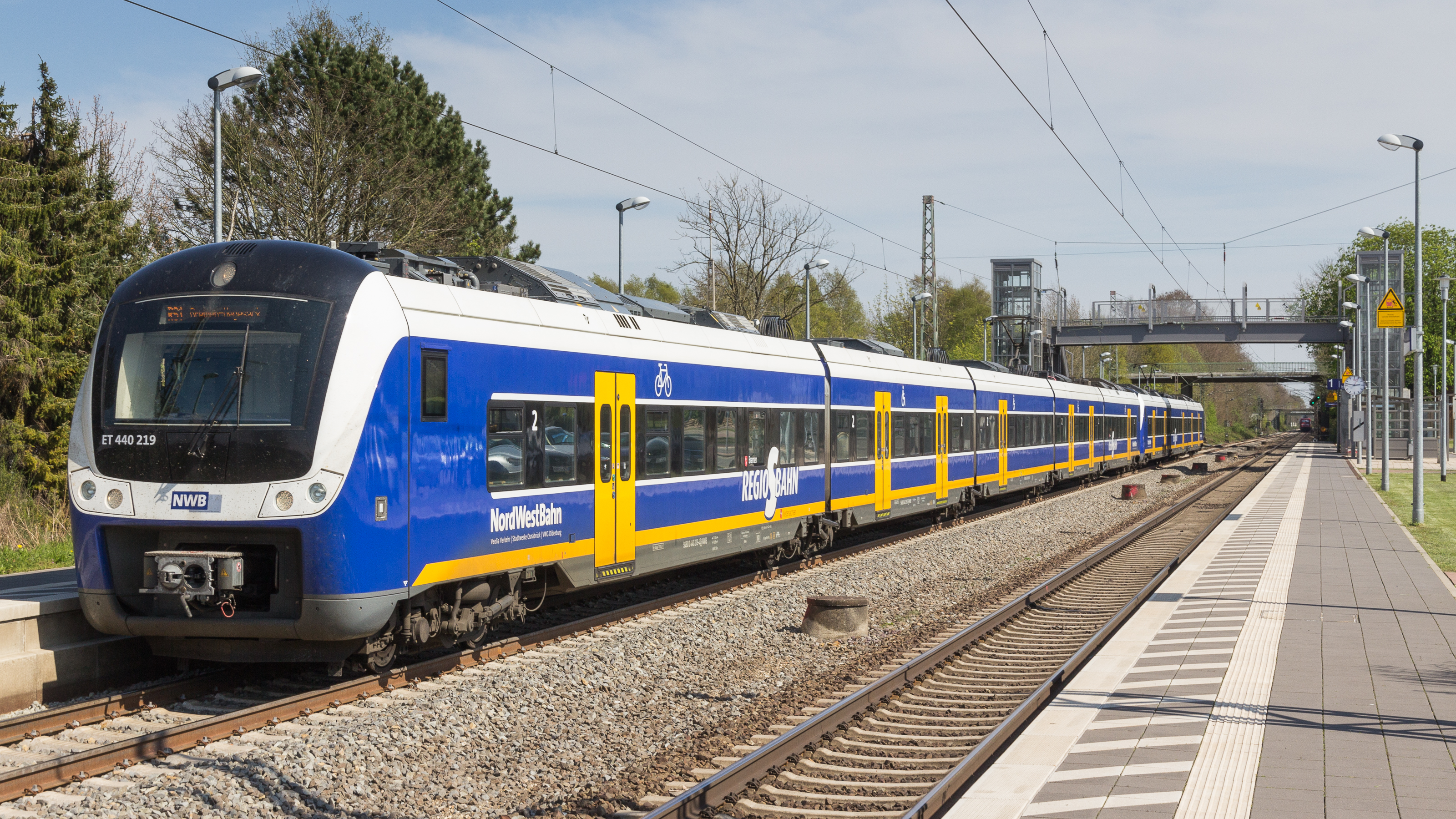
RS 1 in Baden

Baden liegt an der Autobahn A27. Im Bereich der Anschlussstelle Achim-Ost befindet sich das 28 ha große Gewerbegebiet Achim-Baden.
Durch Baden führt zudem der Weserradweg.

### Wirtschaft

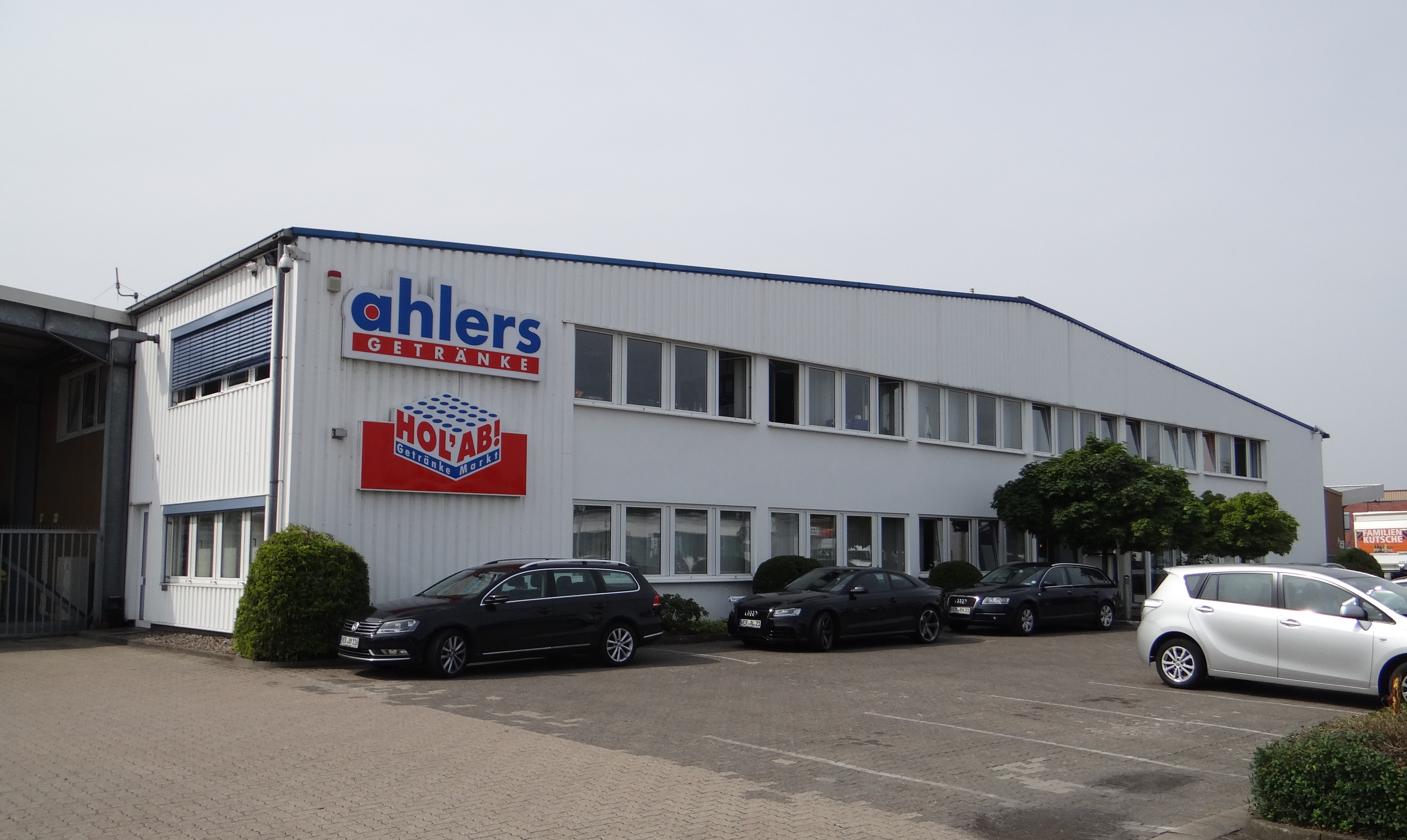
Getränke Ahlers, Verwaltung

Im Gewerbegebiet Achim-Baden gibt es Groß- und Einzelhandel, z. B. Getränke Ahlers, und diverse Dienstleister.

### Einrichtungen
- 4 Kindergärten (Badener Dorfstraße, im Gebäude der Grundschule, am Friedhof und Am Lahof) mit Krippe und einer Waldgruppe
- Badener Grundschule (Holzbaden)

### Vereine
Der TV Baden, gegründet 1910, ist teilweise namensgebend für die Handballmannschaft SG Achim/Baden, die auch in der 2. Handball-Bundesliga spielte. Seit 2018 spielen die Volleyball-Männer des TV Baden in der 2. Bundesliga.
Der SV Baden von 1924 e.v ist ein Sportverein der über eine Fußball und eine Tischteniss Sparte verfügt. Im Fußball war die höchste Spielklasse der Herren Manschaft des SV Baden die Kreisliga Verden. Die Jugend Fußballmannschaften des SV Baden sind seit Jahren mit denen vom TSV Etelsen als JSG Baden/Etelsen kombiniert. Seit 2024 sind alle Jugend Fußballmannschaften zusätzlich noch mit denen vom FSV Langwedel Völkersen kombiniert, diese heißen seitdem JSG Union 24.
Es gibt seit 1902 die Freiwillige Feuerwehr Baden, den Schützenverein Baden von 1922, den Sportverein SV Baden von 1924, Gesangsverein, Schulverein u. v. m.

## Persönlichkeiten
- Levin Hermann Otto von Düring, auf Ruschbaden geborener preußischer Generalmajor
- Diedrich Westermann, bedeutender deutscher Afrikanist und Ethnologe
- Harm Osmers, Fußballschiedsrichter
- Die Brüder Eduard Nößler, Organist und Chordirigent und Maximilian Nößler, Verlagsbuchhändler und Konsul, erwarben um 1912 Landhäuser in Baden.